# Johan Fellers
Johan Fellers,  född 19 mars 1727, död 1778 i Stockholm, var en svensk militär, målare och tecknare. 
Han var son till kyrkoherden i Västra Skedvi Johannes Fellenius och Christina Barkman. 
Fellers var major i svenska armén och var kommenderad att utföra kartor över slussverket i Trollhättan 1756. Därifrån flyttades han så småningom till Karlskrona för att leda arbetet vid byggandet av de nya dockorna. Han utgav 1774 boken Försök att bygga under vatn med stick efter egna teckningar. Fellers är representerad vid Uppsala universitetsbibliotek med en lavyr av en ryttare.